# Georg Wimmelmann
Georg Wimmelmann (* 21. September 1906 in Bad Honnef; † 11. April 1983 in Hannover) war ein deutscher Architekt, Maler und Numismatiker.

## Leben
Wimmelmann lebte von 1914 an in Hannover und belegte während und nach seiner Schulzeit Kurse der Kunstgewerbeschule Hannover, lernte das Malen bei Ernst Erich Heidemann und plastische Kunst bei Ludwig Vierthaler. Er studierte Architektur und machte sich in diesem Beruf 1933 in Hannover selbständig. 1942 wurde Wimmelmann zum Kriegsdienst im Zweiten Weltkrieg eingezogen und kam in Kriegsgefangenschaft, aus der er 1946 entlassen wurde. Im Anschluss arbeitete er wieder als Architekt und gestaltete mit seinen Bauten das Stadtbild Hannovers in der Nachkriegszeit mit, die oft die Arbeiten bildender Künstler einbezogen. 1973 gab Wimmelmann sein Büro auf und konzentrierte sich fortan auf die Malerei, vor allem Landschaftsaquarelle, die er in einer 1969 eingerichteten Galerie präsentierte.
1979 unterhielt Wimmelmann Wohnung und Atelier, zugleich eine Dauerausstellung in eigener Galerie, unter der Adresse Hausmannstraße 1 im hannoverschen Stadtteil Mitte.
1983 starb Georg Wimmelmann nach kurzer schwerer Krankheit. Er hinterließ seine Ehefrau Susanne Wimmelmann geb. Ehrmann. Die Schweizer Münzblätter würdigten Wimmelmann als „engagierte[n] Förderer einer modernen und zukunftsweisenden Medaillen- und Plakettenkunst“. Seine Witwe schenkte dem Münzkabinett Berlin 2002 die gemeinsame Sammlung von Kunstmedaillen, die seitdem Teil des Museumsbestandes ist.

## Aktivitäten als Numismatiker

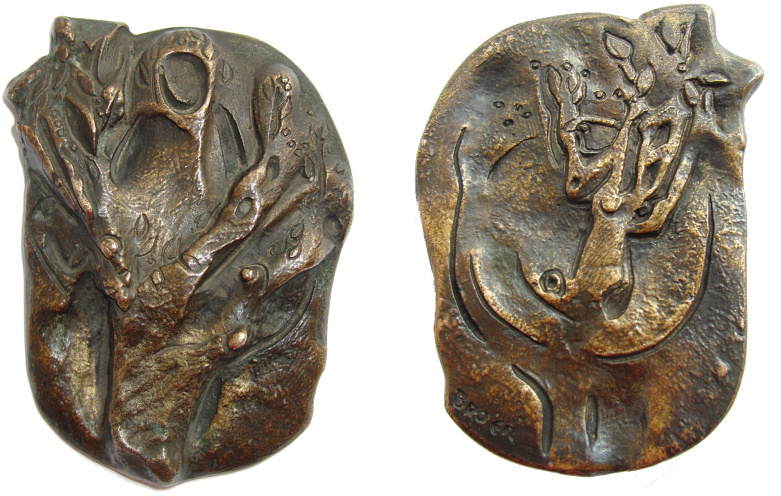
Von Wimmelmann angeregte und von Hilde Broër geschaffene Medaille des Dr.-Irmgard-Woldering-Förderungspreises mit Darstellung der Bergnymphe Daphne

Wimmelmann prägte die nichtakademische Numismatik der Bundesrepublik mit. 1967 initiierte er zusammen mit Otto Marzinek und Peter Berghaus die „Gesellschaft der deutschen Medaillenfreunde“, deren Präsident Wimmelmann 1968 gemeinsam mit dem Vize-Präsidenten Marzinek wurde. 1971 kam es zwischen beiden zum Bruch; Wimmelmann trat unter Protest aus der seines Erachtens zu konservativen Gesellschaft aus und gründete den „Förderkreis für moderne Medaillenkunst“, in dem er sich dafür einsetzte, die Kunstmedaille für zeitgenössische Künstler und Publikum attraktiv zu machen und zu verbreiten. So nahm er in den 1960er und 1970er Jahren mit bildenden Künstlern Kontakt auf und regte sie an, Medaillen zu schaffen. Davon zeugt ein umfangreicher Briefwechsel u. a. mit den von Ludwig Gies ausgebildeten Künstlern Hans Karl Burgeff und Hilde Broër, der im Münzkabinett Berlin aufbewahrt wird. Zu den Kontakten zählten auch Bernd Altenstein, Karl Berthold, Hubert Klinkel, Heide Dobberkau und Eberhard Linke.
Wimmelmanns numismatische Vorstellungen werden in einem Brief deutlich, den er im März 1970 an Hilde Broër schrieb:
„Ich halte nicht sehr viel von den ‚alten‘ Medaillensammlern, denn ich kenne wirklich einige davon … Vielleicht muss man den Namen [der Gesellschaft] noch ändern, und ganz dick davor schreiben: wir sammeln und fördern nur moderne Medaillen. Wir sehen nach vorwärts und nicht zurück.“
Im April 1971 drückte Hilde Broer ihre Wertschätzung dafür folgendermaßen aus: 
„Es gehört schon sehr viel Idealismus dazu, sich für die moderne Medaillen-Plakette einzusetzen, es ist gerade bei uns in Deutschland so gar nicht bekannt, dass man sozusagen kleine künstlerische ‚Reliefs‘ mehr oder weniger haben kann. Unter Medaille sind bei uns tatsächlich nur die Köpfe und scheußlichen Gelegenheitsmedaillen bekannt … Vielleicht gelingt es Ihnen, der Medaille wieder Geltung zu verschaffen“.
Von 1963 bis zu seinem Tod war Wimmelmann Präsident der Numismatischen Gesellschaft zu Hannover. 1969 lobte er den „Dr.-Irmgard-Woldering-Förderungspreis“ zu Ehren der verstorbenen Museumsdirektorin Irmgard Woldering aus, der wissenschaftliche Arbeiten von Amateur-Numismatikern und insbesondere von Jugendlichen fördern und damit das Ziel, numismatisches Interesse in der breiten Öffentlichkeit zu wecken, unterstützen sollte. Ab 1966 war Wimmelmann außerdem Mitglied der Schweizerischen Numismatischen Gesellschaft. Er veröffentlichte immer wieder zu Medaillen aus verschiedenen Ländern in numismatischen Zeitschriften.

## Werke (Auswahl)

### Gebäude
- 1951: Wohn- und Geschäftshäuser[16] am Klostergang in Hannover[17]